# Nicolas Bavoux
Pour les articles homonymes, voir Bavoux.
Jacques François Nicolas Bavoux, né à Saint-Claude (Jura) le 6 décembre 1774 et mort à Paris le 23 janvier 1848, est un magistrat et un homme politique français.

## Biographie
Fils d'avocat, Nicolas Bavoux étudie le droit à Paris. Il débute dans la vie publique sous l'Empire comme professeur suppléant à l'école de droit de Paris (1805) puis comme juge au tribunal civil de la Seine (1811). Il accepta d'abord le retour des Bourbons au moment de la Première Restauration car, le 5 avril 1814, il signa en tant que magistrat une adresse au nom du tribunal de première instance de Paris se réjouissant de la déchéance de Napoléon Ier et se prononçant pour le rétablissement de Louis XVIII sur le trône. 
À la mort de Pigeau en 1819, il est chargé du cours de procédure civile et de législation criminelle de la faculté de droit de Paris. Le 22 juin 1819, il se livre, dans son cours, à des commentaires très diversement appréciés sur la mort civile des émigrés et sur la confiscation de leurs biens. Des applaudissements et des murmures, des bravos et des sifflets accueillent pendant plusieurs jours le professeur. Le 29, le doyen Delvincourt suspend son cours. Ses manuscrits et ses papiers sont saisis, et il est traduit devant la cour d'assises sous la prévention d'avoir, par des discours tenus dans un lieu public, excité les citoyens à désobéir aux lois. Le 31 juillet, Bavoux comparait devant ses juges avec Persil et Dupin comme défenseurs. Persil s'éleva avec force contre l'illégalité des arrêts de renvoi, qu'il déclara contraires à l'article 6 de la loi du 26 mai 1819 faute de préciser l'accusation et les passages au sujet desquels le prévenu était traduit devant le jury. Malgré les efforts du procureur général Vatimesnil, Bavoux fut acquitté et devint populaire.
Le 21 avril 1828, il fut élu député dans le 7e arrondissement de Paris en remplacement de Pierre-Paul Royer-Collard, qui avait opté pour une autre circonscription. Rédacteur du Journal de Paris, il fit campagne contre le gouvernement de Charles X dans la presse comme à la Chambre, où il prit place dans la minorité libérale et s'associa à tous les actes de la gauche jusqu'à la Révolution de Juillet. Réélu le 12 juillet 1830, il se trouvait le 28 juillet parmi les parlementaires présents chez Audry de Puyraveau et fut l'un des quatre députés qui appuyèrent la constitution d'un gouvernement provisoire. 

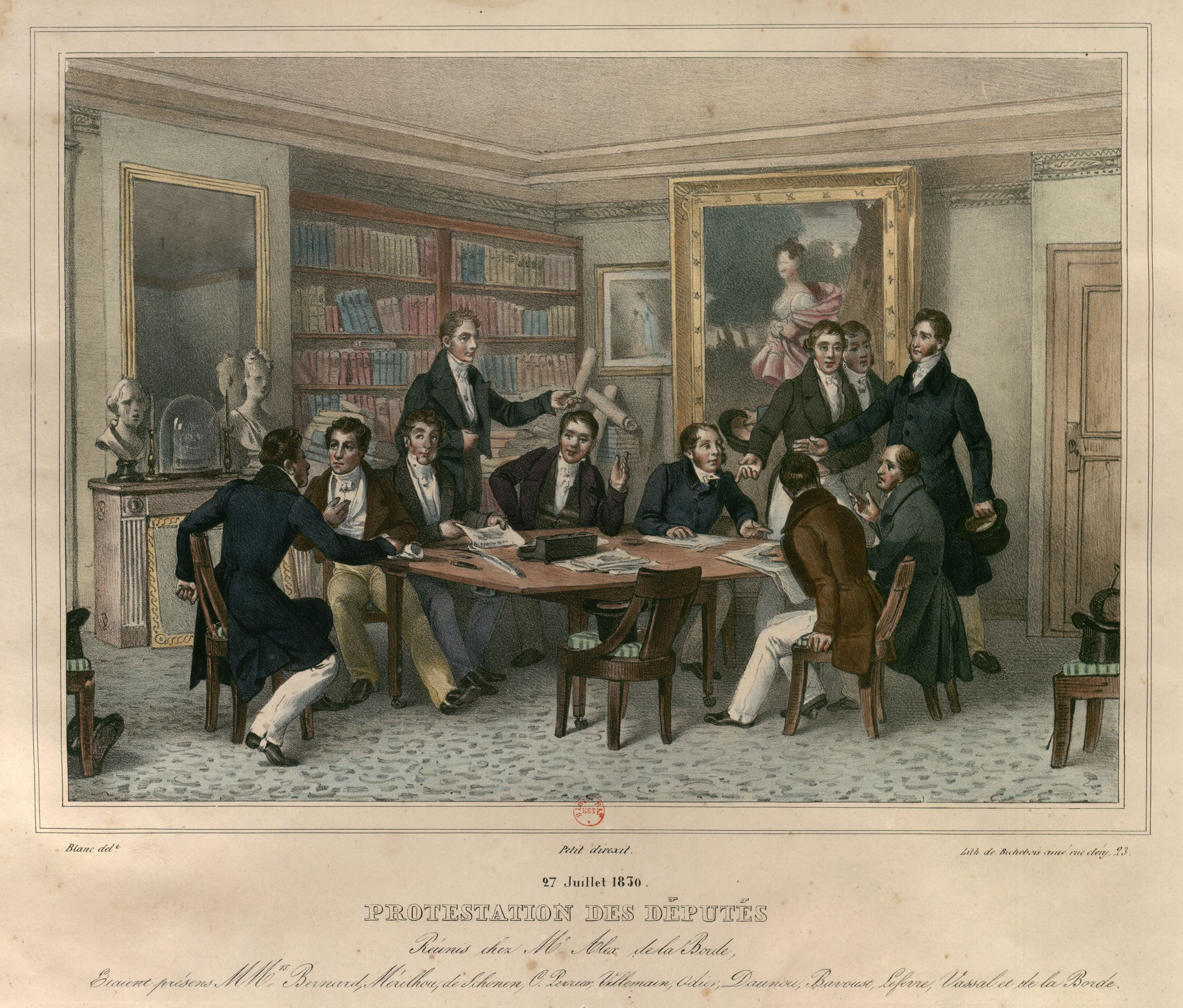
Protestation des députés réunis chez Alexandre de Laborde, le 27 juillet 1830.

Dès le lendemain, la commission municipale le nomma préfet de police, sur la recommandation de François Mauguin mais, dès le 30 juillet, le duc d'Orléans, lieutenant général du royaume, le remplaçait par Amédée Girod de l'Ain.
À la séance du 9 août 1830, Bavoux fit la proposition d'élever un monument à la ville de Paris au nom de la France reconnaissante. Elle fut votée par la Chambre, mais le monument ne fut jamais édifié. Le 17 août, il fit annuler deux élections, celles de MM. Roux et Pardessus, dans les Bouches-du-Rhône. Nommé conseiller-maître à la Cour des comptes, il dut remettre son mandat de député en jeu le 21 octobre 1830 et fut battu à Paris par Félix Barthe (381 voix sur 709 votants). Mais il fut bientôt élu par le 4e collège du Jura (Saint-Claude) le 5 juillet 1831. À la Chambre, il proposa et fit adopter (7 décembre 1831) l'abolition de toute pénalité pour l'usurpation des titres de noblesse dits titres royaux, puis il obtint (17 février 1832) une réduction de 42 000 francs sur le Conseil de l'Instruction publique. Il demanda aussi la réduction du traitement des députés-fonctionnaires et appuya la proposition Glais-Bizoin sur les émoluments du président de la Chambre et des questeurs. Il se déclara encore partisan de l'élection directe des pairs par les collèges (10 octobre 1831) et présenta, le 29 décembre 1832, un projet resté célèbre sur le rétablissement du divorce. Ce projet, développé par son auteur, fut pris en considération par la Chambre des députés puis discuté et adopté par celle-ci, mais, mal accueilli par la Chambre des pairs, il fut en définitive rejeté.
Dans la discussion du budget de 1833, Bavoux reprocha à Guizot d'avoir prélevé sur les fonds secrets une somme de 25 000 francs pour frais de « premier établissement » et détourné ainsi cette somme de sa destination spéciale pour un usage personnel. Dans la session suivante, il représenta, mais sans succès, sa proposition sur le divorce.
Pendant toute la législature, il ne cessa de voter avec l'opposition dynastique. Il ne fut pas réélu aux élections du 21 juin 1834, son concurrent, M. Monnier, l'ayant emporté à deux voix de majorité (53 contre 51).
Il meurt le 23 janvier 1848 à Paris et est enterré au cimetière du Père-Lachaise (8e division).

## Mariage et descendance
Nicolas Bavoux épouse à Paris en 1808 Adélaïde Rose Bernard, dont il a :
- Evariste Bavoux, avocat, député, conseiller d'Etat (1809-1890), marié en 1844 avec Louise Emilie Michaud (1825-1900), dont un fils ;
- Clémentine Rose Bavoux (1810-1862), mariée en 1826 avec Félix Bellator de Beaumont, député, puis sénateur de la Somme, président du Conseil général de la Somme (1793-1866) ;
- Alexandrine Rose Bavoux (1828-1908), mariée en 1846 avec Gilbert Amable Maigne de La Gravière (1808-1869), maître des requêtes au Conseil d'Etat, dont postérité.

Son frère était libraire éditeur. 

## Œuvres
Nicolas Bavoux est l'auteur d'un assez grand nombre d'ouvrages de droit sur le Code civil français, sur la jurisprudence des cours d'appel et de la Cour de cassation, sur les Conflits, etc. et d'un essai intitulé Conseil d'État, Conseil royal, Chambre des pairs, vénalité des charges, duel et peine de mort (1838) dans lequel il expose son opinion concernant la plupart des grandes questions politiques et constitutionnelles. Il se prononce contre l'institution du Conseil d'État et proposer de laisser « aux tribunaux ordinaires toutes les matières litigieuses, quelle qu'en soit l'origine ». Il réclame aussi l'abolition du Conseil royal de l'Instruction publique, « composé factice, sans base, qui ne s'harmonise avec rien de ce qui est, et qui, loin de concourir à l'action, ne peut que l'entraver et la fausser davantage. » Il plaide également pour la transformation de la Chambre des pairs, qu'il voudrait « éviter de faire apparaître trop fréquemment comme cour de justice » et où il se plaît à voir, dans l'avenir, la « patronne des intérêts nationaux et populaires », et pour la suppression de la vénalité des offices d'avoués, d'huissiers, de commissaires-priseurs et de notaires.

## Pour approfondir